# Jennifer Quesada
Jennifer Quesada (ur. 22 listopada 1992) – portorykańska siatkarka, grająca jako przyjmująca. Obecnie występuje w drużynie Vaqueras de Bayamón.